# Yuta Minami
Yuta Minami (født 30. september 1979) er en japansk fodboldspiller, som spiller for den japanske fodboldklub Yokohama FC.